# 务欢池镇
务欢池镇，是中华人民共和国辽宁省阜新市阜新蒙古族自治县下辖的一个乡镇级行政单位。

## 行政区划
务欢池镇下辖以下地区：
务欢池西村、务欢池东村、河南营子村、大营子村、碱锅村、广民村、推朋村、望山皋村、沙力根皋村、舒家洼子村、天恩村、永先村、八家子村、一棵树村、新邱村、集中村和马尔侵村。

## 名人
- 迈娅·马内扎